# Liobagrus styani
Liobagrus styani är en fiskart som beskrevs av Regan, 1908. Liobagrus styani ingår i släktet Liobagrus och familjen Amblycipitidae. Inga underarter finns listade i Catalogue of Life.